# Trương Công Quyền
Trương Công Quyền (1908-2000) là một dược sĩ và giáo sư Việt Nam. Ông từng giữ chức Hiệu trưởng trường Đại học Quân dược, Chủ tịch Hội đồng Dược điển Việt Nam, từng được nhà nước Việt Nam phong tặng danh hiệu Nhà giáo Nhân dân, Huân chương Độc lập và Giải thưởng Hồ Chí Minh (1996).

## Tiểu sử
Ông sinh ngày 15 tháng 5 năm 1908 tại Quảng Ngãi nhưng lớn lên tại Gò Công (nay thuộc tỉnh Tiền Giang).
Năm 1924, ông sang Pháp học trường luật, rồi đại học văn nhưng lại chuyển sang học dược. Tốt nghiệp Dược sĩ hạng nhất Trường Đại học Toulouse năm 1934, sau đó bảo vệ luận án tiến sĩ dược học năm 1936 và lên Paris học tiếp y, sinh hóa, huyết học. Năm 1938, ông về Việt Nam, mở hiệu thuốc tại Hà Nội.
Năm 1946, ông cùng với Giáo sư Hồ Đắc Di thành lập và điều hành trường Đại học Y - Dược ở Việt Bắc. Năm 1949, ông được điều động tham gia quân đội, được phân công đảm nhiệm Hiệu trưởng Đại học Quân dược ở chiến khu, kiêm Phó hiệu trưởng Đại học Y-Dược từ năm 1954. Năm 1953, ông cùng 7 người khác đã được Chủ tịch Hồ Chí Minh ký quyết định phong học hàm Giáo sư cùng với Hồ Đắc Di, Tôn Thất Tùng...
Từ năm 1963 đến năm 1997, ông tham gia biên soạn Dược điển Việt Nam với chức danh Chủ tịch hội đồng.
Năm 1989, ông được phong tặng danh hiệu Nhà giáo Nhân dân. Năm 1996, ông được nhà nước trao tặng giải thưởng Hồ Chí Minh.
Ông mất hồi 4 giờ ngày 30 tháng 8 năm 2000.

## Công trình
- Thực hành dược khoa (1971, 1986)
- Sách giáo khoa hóa học hữu cơ, hóa dược (1962, 1965)
- Dược điển Việt Nam I (tập 1 và 2)
- Dược điển Việt Nam II (tập 1, 2 và 3)
- Dược điển Việt Nam III